# ヒエロニムス・フランケン1世

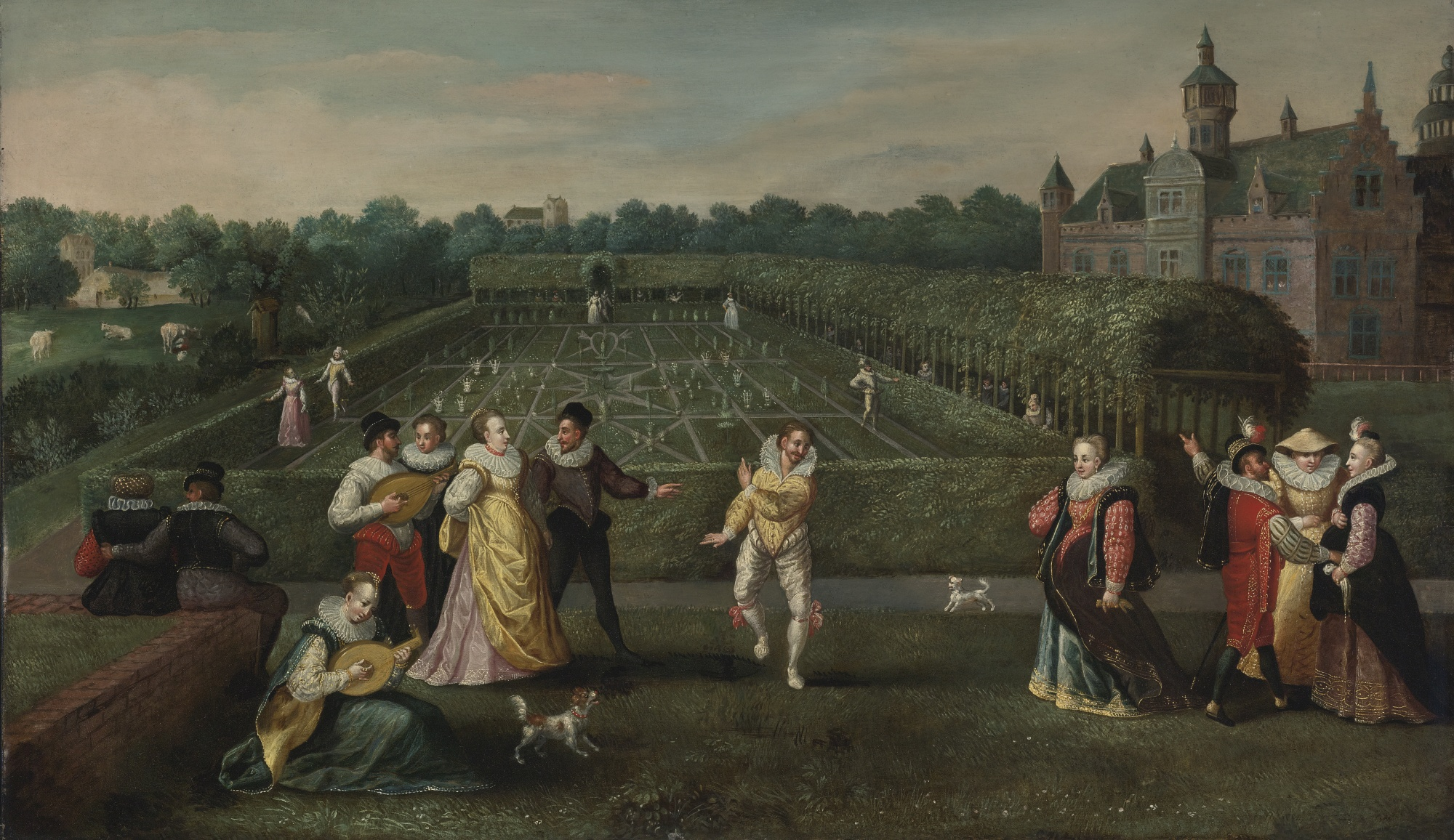
ヒエロニムス・フランケン1世作、庭園を散歩する宮廷の人々

ヒエロニムス・フランケン1世（Hieronymus Francken I、1540年 - 1610年5月1日）は、フランドル生まれの画家。フランスで、宮廷画家としても働き、風俗画を描いたことで知られている。

## 略歴
現在のアントウェルペン州のヘーレンタルス（Herentals）で、あまり有名でない画家のニコラース・フランケン（Nicolaas Francken）の息子として生まれた。弟に画家になったフランス・フランケン1世（Frans Francken I: c.1542-1616）とアンブロシウス・フランケン1世（Ambrosius Francken I: 1544-1618）らがいる。甥の画家ヒエロニムス・フランケン2世（Hieronymus Francken II: 1611-1671）と区別するために「年長のヒエロニムス・フランケン（Hieronymus Francken de Oudere）」とも呼ばれる。
父親らとヘーレンタルスからアントウェルペンに移り、アントウェルペンの画家フランス・フロリス（1519/1520-1570）の弟子になったとされている。1565年の作品にヴェネツィアのカーニバルを描いた作品があり、アントウェルペンでの修行の後、イタリアに旅した可能性があるが、確かではない。
1566年から数年間、フランスで働き、フォンテーヌブロー宮殿の装飾に参加した画家の一人であった。1571年にフランス・フロリスが亡くなって未完で残された絵画「東方三博士の礼拝」を完成させるために一時、アントウェルペンに戻った。1574年にもアントウェルペンで活動した記録がある。
1578年から亡くなるまではパリやフォンテーヌブローで暮らし、1594年にフランス王室の宮廷画家に任じられた。1585年頃、フランスに滞在したオランダの画家、アブラハム・ブルーマールト（1566-1651）を短期間、指導した。
娘のイザベラ・フランケン（Isabella Francken）も画家になり17世紀の初めにいくつかの作品をのこしている。
歴史画や肖像画も描いたが、ダンスを楽しむ人々や、宮廷の人々を描いた風俗画で知られている。